# Браунсбедра
Браунсбедра (нім. Braunsbedra) — місто в Німеччині, розташоване в землі Саксонія-Ангальт. Входить до складу району Заалє.
Площа — 74,34 км2. Населення становить 10 432 ос. (станом на 31 грудня 2021).